# Australobolbus labratus
Australobolbus labratus är en skalbaggsart som beskrevs av Henry Fuller Howden 1992. Australobolbus labratus ingår i släktet Australobolbus och familjen Bolboceratidae. Inga underarter finns listade.